# HANABI!!
〈HANABI!!〉는 LinQ의 7번째이자, 메이저 2번째 싱글이다.

## 개요
2013년 6월 9일(일)의 통상공연 제2부에서, 8월 7일에 워너 뮤직에서 2번째 싱글 〈HANABI!!〉의 발매가 결정되었음을 발표. 동시에 그 다음주인 6월 15일의 공연에 처음으로 보이는 것도 발표되며, 6월 15일, 16일 공연은 “신곡 피로”라는 제목의 통상공연이 개최됐다. 

8월 6일(플라잉겟일)에서 8월 10일까지, 발매 이벤트로 전국 각지에서 미니 라이브&사진 전달회가 행해진다. 플라게 날의 발매 이벤트에서는 플라게 날 한정 스페셜 특전으로 CD 구입자 선착순 100명에게 〈HANABI!!〉 포스터를 선물하는 기획이 실시됐다. 

## 수록곡[3]

### 초회한정반A
- CD

1. HANABI!!
(작사: 야스다 타카유키, 작곡·편곡: SHiNTA)
2. LaLaLa (Qty version)
(작사: 야스다 타카유키, 작곡·편곡: 나루세 유스케)
3. HANABI!! (Instrumental)
4. LaLaLa(Qty version) (Instrumental)

- DVD

1. HANABI!! Music Video
2. HANABI!! Music Video Making Movie

### 초회한정반B
- CD

1. HANABI!!
2. LaLaLa(Lady version)
(작사: 야스다 타카유키, 작곡·편곡: 나루세 유스케)
3. HANABI!! (Instrumental)
4. LaLaLa(Lady version) (Instrumental)

- DVD

1. 〈벨소리가 끝나면〉 발매 기념 후쿠오카·도쿄· 빛 싱크로 라이브

### 초회한정반C
- CD

1. HANABI!!
2. HANABI!! (Instrumental)

### 통상반
- CD

1. HANABI!!
2. LaLaLa(Qty version)
3. LaLaLa(Lady version)

### 천신반
- CD

1. HANABI!!
2. LaLaLa(Qty version)
3. LaLaLa(Lady version)
4. HANABI!!(SHiNTA PLANET REMIX(

※천신반은 천신 베스트 볼에서만 발매.